# Hôtel de ville de Massa Marittima
L'hôtel de ville de Massa Marittima (en italien : Palazzo Comunale di Massa Marittima) est un bâtiment de style gothique, siège de la commune de Massa Marittima, en Toscane en Italie.

## Histoire
Le bâtiment résulte de l’union de deux maisons-tours édifiées à des époques différentes. La plus ancienne, la tour du Bargello, formant la partie droite du palais, remonte au XIIIe siècle, tandis que la seconde, la tour des Conti Biserno, correspondant à la partie gauche, date de 1334 et se distingue initialement par une hauteur plus modeste. La structure centrale, qui relie les deux tours, apparaît au XIVe siècle dans un style gothique. À partir de 1555, l’emblème des Médicis domine la façade, marquant l’annexion du territoire au Grand-duché de Toscane.

## Description
Le bâtiment se situe piazza Giuseppe Garibaldi, en face de la cathédrale de Massa Marittima.
Il présente un style gothique et des fenêtres géminées.
À l'intérieur, on trouve la chapelle des Prieurs ainsi que deux plaques en marbre commémorant Giuseppe Garibaldi.